# تل شيحان
تل شيحان هو بركان ثار قبل ملايين السنين، وكان لمقذوفاته دور أساسي في تكوين هضبة اللجاة البازلتية في جنوب سوريا، وهو أحد تلال شهبا الأربعة البركانية. يقع تل شيحان على طرف اللجاة الشرقي وعلى مسافة صغيرة من مدينة شهبا إلى جهة الشمال الغربي، كما أنه يقع منطقة جبل العرب في محافظة السويداء، ويبلغ ارتفاعه عن مستوى البحر 1,140 متراً. وهو مزار ديني قديم، بني على قمته مبنى مرتفع فوق ما يسمى «مزار النبي شيحان»، ويزوره أهالي المنطقة عادة للتبرك بقبره.
تل شيحان إهليجي الشكل، وتقع على سطحه الغربي فوهة بركانية قطرها 300 متر، كما توجد مغارة كبيرة في قمته. تغطي تل شيحان تربة بركانية مكن الرمل الأسود والطف البركاني النقي، وهو ما يجعله ذو قيمة اقتصادية كبيرة. وقد استخدمت هذه التربة بالفعل في تعبيد الطرق والبناء بالمنطقة.
ويعتقد سكان المنطقة أن أحد أولياء الله الصالحين سكن التل منذ زمن بعيد، فسمي التل باسمه «شيحان». كما أن هناك رواية أخرى، تقول أن شيخين جاءا إليه وكانا يكثران التعبد فيه، ومع الوقت تحرفت كلمة «شيخان» إلى «شيحان». وقد بني بناء من تبرعات الأهالي كلفته مليون ليرة سورية وطريق معبد تكفلت به بلدية شهبا لضمان وصول الناس إلى قمة التل بسهولة، وذلك لقيمته الكبيرة كمقام ديني مقدس عند أهل المنطقة.